# 卡西尼亚斯
卡西尼亚斯是巴西伯南布哥州的一个市镇。总面积109.19平方公里，总人口14334人，人口密度131.3人/平方公里。